# 살리나섬

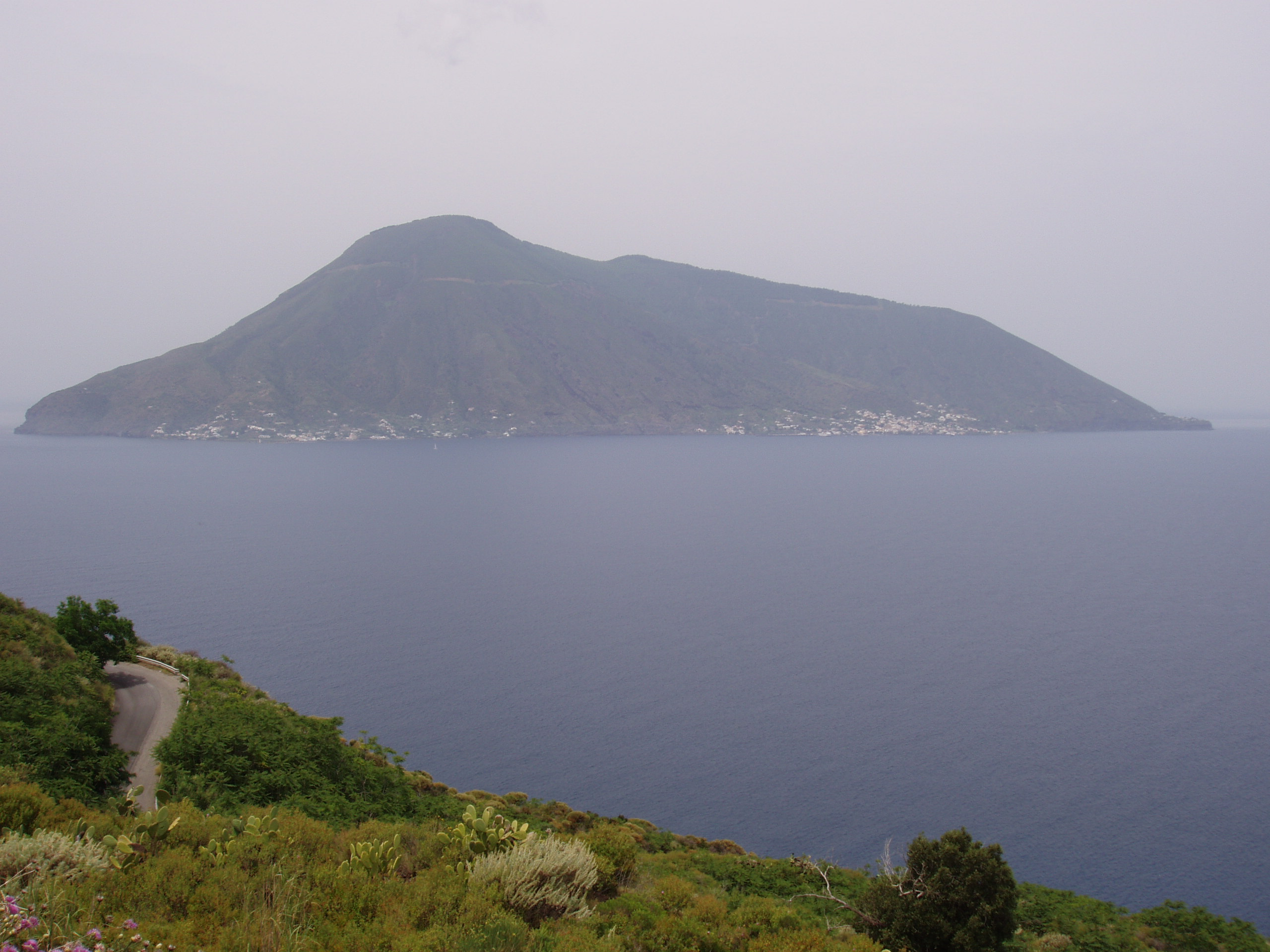

살리나섬(Salina)은 이탈리아 에올리에 제도에 속한 섬이다. 이탈리아 남부 시칠리아 북쪽에 있는 에올리에 제도 중 하나이다. 군도에서 두 번째로 큰 섬이다.
살리나섬은 동쪽 해안의 산타마리나(Santa Marina), 북쪽의 말파(Malfa), 남서쪽의 레니(Leni) 등 세 지역으로 나뉜다. 레니에서 바다를 향해 아래로 리넬라(Rinella) 마을이 있다. 레니 마을 위에는 섬 중앙에 발디치에사(Valdichiesa)가 있다. 다른 작은 마을로는 카포파로(Capo Faro), 폴라라(Pollara) 및 링구아(Lingua)가 있다.
현재 약 2,600명의 주민이 섬에 살고 있다.